# 奥平卓
奥平卓（おくだいら たかし、1928年3月10日 - ）は、日本の中国文学者。北海道情報大学教授を歴任。

## 略歴
東京生まれ。旧東京都立大学大学院中国文学科修士課程修了。高校教諭、短大教師、北京外国語師範学院教員、北海道情報大学教授を歴任。

## 著書
- 『不動の処世術 中国古典の知恵』三笠書房、1985
- 『中国古典百言百話 5 唐詩選』PHP研究所、1987、のちPHP文庫
- 『漢文の読みかた』岩波ジュニア新書、1988
- 『中国古典百言百話 9 漢詩名句集』PHP研究所、1988、のちPHP文庫
- 『「十八史略」一日一話 中国四千年の歴史が語る人生の教訓365』PHP研究所、1992

### 共著編
- 『四字熟語集』和田武司共著、岩波ジュニア新書、1987
- 『漢語名言集』和田武司共著、岩波ジュニア新書、1989
- 『楽しむ四字熟語』和田武司共著、岩波ジュニア新書、1991
- 『人物中国五千年 5 世界帝国の盛衰 隋・唐・五代十国』責任編集 PHP研究所 2001

### 翻訳
- 『中国の思想 6 老子』経営思潮研究会、1964、のち徳間書店、徳間文庫
- 巴金「憩園」『現代中国文学 4 (老舎・巴金)』河出書房新社、1970
- 『史記 2 乱世の群像』守屋洋共訳、徳間書店、1972、のち久米旺生共訳、徳間文庫
- 『十八史略 3 梟雄の系譜』和田武司共訳、徳間書店、1975、のち徳間文庫
- 『中国の古典文学 唐代の詩』さ・え・ら書房、1977

## 参考
- PHP
- 『現代日本人名録』2002、